# Перфорсни лов
Перфорсни лов (из француског par force de chiens што значи снагом паса) француски је феудални начин лова, чији се почеци могу наћи у коњичком лову Скита, Илира и Келта.

## Историјат
Перфорсни лов је у Европу уведен са Оријента у доба Карла Великог. По бројности, раскошној опреми и извођењу достиже врхунац у време Луја XIV који је формулисао и правила лова (неке одредбе важе и данас); Француска револуција га је укинула, али га је Наполеон поново завео. У Немачкој се раширио кроз XVIII век, а данас се задржао више као јахаћи спорт у Енглеској, у лову на лисице. 
Године 1836. гроф Октавијан Кински организовао је лов на перфорсе који је следио енглески модел. Након Првог светског рата, лов су организовали тако да је чопор паса терао јахача који представља најобичнију лисицу или јелена стварајући мирис дивљачи. Сјајно доба лова на перфор у Чешкој престало је почетком Другог светског рата. Лов на дивљач првобитно је припадао нормалним и потребним човековим активностима, али лов на перфорсе претворило га је у друштвени посао и коњичко славље. Временом, перфорсни лов је постао основа за појаву раса без прекида - укључујући Велику Пардубицу. 1995. основано је Чешко удружење перфорса које је исте године одржало први послератни лов на перфорсе у Бохемији.
Тај начин лова се годинама практиковао у Енглеској, Француској, САД, у скадинавским земљама, Немачкој, Холандији, Италији, Русији, Мађарској, Чешкој, Словачкој и неким другим европским земљама, а посебно у Аустрији. У последње време тај начин лова има много противника и само се понегде одржао.

## Правила лова
У перфорсном лову учествује маса ловаца на коњима и велики број паса гонича, а гоне се јелени, дивље свиње, лисице, зечеви; за сваку дивљач постојали су одређени пси; лов је водио главни ловац са три до четири пикера, помоћника.
Властита јахачка вештина, одличан ловачки коњ и чопор обучених паса некада су били понос и углед сваког племића. Церемонију лова пратили су навијачи и звецкање, који су најављивали долазак и дочек гостију, свечану мису и почетак лова, откриће и врсту дивљачи и крај лова. Циљ лова престао је бити ловна дивљач. Јелен након лова није убијен, већ се враћа у игру.

## Француски начин лова
Почетком 18. века почео се практиковати такозвани француски лов на јелене. Потера је следила одређена правила и усталила навике, од којих су неке остале у лову до данас.
Неколико дана раније групе ловаца и руководилаца изабрале су комад који ће ловити. Изабрано друштво се састало на предвиђеном месту у ловишту. Домаћин, господар лова, обично је долазио стижући на четири или шест коња. Његова супруга и њен сапутник потом су се преселили у лагана колица на два точка из којих су пратили лов.
Прво, чопор паса предвођен руководиоцима креће у потрагу, тражи јелена и следи његов траг. Уплашени јелен покушава побећи. Ловачка дружина посматра јелене који беже уз лајање паса и зујање трубача. Сигнали са трубе показују смер животиње која је понекад побегла неколико десетина километара пре него што се исцрпила. Затим долази последњи јелен са псима. Ни у овом стању јелени не одустају без туче и често повређених паса. На крају јелен пада на земљу, пси су затворени, јелена држе за рогове, а господар прилази њему и даје му храну. Ово се дешава или на месту проналаска јелена или у најближем ловачком дому. Господар лова на крају прима главу са роговима.